# Moltiply Group
Moltiply Group S.p.A. (precedentemente Gruppo MutuiOnline S.p.A.) è la holding di un gruppo di società attivo nel mercato italiano della comparazione, promozione e intermediazione on-line di prodotti di istituzioni finanziarie e di operatori di commercio elettronico e nel mercato italiano dei servizi di esternalizzazione di processi complessi per il settore finanziario e assicurativo.
Dal 6 giugno 2007, la società Gruppo MutuiOnline S.p.A. è quotata alla Borsa Italiana dove è presente negli indici FTSE Italia Mid Cap e FTSE Italia STAR con il codice identificativo "MOL.MI".

## Attività
Moltiply Group è noto per aver introdotto in Italia nel 2000 il servizio di confronto su Internet tra le offerte di mutui con il sito mutuionline.it.
Oggi il Gruppo ha ampliato la propria offerta sia nel confronto online - permettendo di confrontare prestiti personali, cessioni del quinto, conti correnti, conti deposito, assicurazioni di responsabilità civile per auto e moto e tariffe per internet, gas, ed energia elettrica - sia nei servizi di outsourcing con la sua divisione BPO (Business Process Outsourcing).

## Struttura organizzativa
Il Gruppo svolge la propria attività tramite due separate divisioni operative:
- Divisione Mavriq (ex Divisione Broking): opera in ottica B2C nel mercato dell'intermediazione di prodotti di finanziamento (mutui, prestiti personali e cessione del quinto dello stipendio) con un modello di mediazione creditizia, nella distribuzione di prodotti assicurativi con un modello di broker, e nella comparazione di prezzi di prodotti e servizi tramite oltre 15 siti online; gestisce anche i siti esteri acquisiti dal gruppo.
- Divisione Moltiply (ex Divisione Business Process Outsourcing): è la divisione B2B che opera nel mercato italiano dei servizi di esternalizzazione per processi di credito, svolgendo a favore di banche ed intermediari finanziari attività di gestione in outsourcing di processi di promozione a distanza, di analisi istruttoria e di gestione post-erogazione, e dei servizi di esternalizzazione della gestione e liquidazione dei sinistri per rami elementari, responsabilità civile generale, rimborso spese mediche, auto (flotte), anche attraverso la gestione di una rete di periti estimatori.

## Storia
Il Gruppo nasce da un'idea dei fondatori Marco Pescarmona ed Alessandro Fracassi, che si conoscono durante un MBA al Massachusetts Institute of Technology. Nel 2000 decidono di lanciare MutuiOnline.it, un progetto focalizzato sulla distribuzione di mutui tramite Internet.
Nel 2001 il servizio di comparazione delle offerte delle banche realizzato sul sito viene esteso anche ai prodotti di credito al consumo, con il sito PrestitiOnline.it e, fra gli anni 2009 e 2010, alle assicurazioni auto e moto e ai conti bancari con Cercassicurazioni.it e ConfrontaConti.it. Nel 2012 il Gruppo ha riunito tutti i prodotti fino a quel momento confrontati su siti diversi sotto un unico ombrello, creando Segugio.it, sito di comparazione multiprodotto.
A marzo 2015 è stata completata l'acquisizione della quota di maggioranza di 7Pixel Srl, società proprietaria dello storico sito di comparazione e promozione di operatori di commercio elettronico Trovaprezzi.it.
Nel corso del 2018 è stata rafforzata l’offerta di servizi di esternalizzazione con l'acquisizione di una quota di controllo del 50% di Agenzia Italia S.p.A., azienda attiva nel settore dei servizi amministrativi in outsourcing per operatori di leasing e noleggio a lungo termine, e nel 2019 è stata acquisita Eagle & Wise S.r.l., azienda attiva nei servizi peritali immobiliari e nei servizi tecnici immobiliari rivolti a operatori del settore finanziario.
Nel 2020 il Gruppo si è ulteriormente allargato con l'acquisizione di SOStariffe.it, sito web specializzato nella comparazione di offerte di energia, telefonia e conti bancari.
Nel 2023 l'acquisizione dei portali LeLynx.fr in Francia, Rastreator.com in Spagna e Rastreator.mx in Messico ha portato Moltiply Group a diventare internazionale.
A marzo 2024 l'azienda annuncia un progetto di rebranding: l'azienda viene rinominata Moltiply Group (nome che assume anche la Divisione BPO), mentre la Divisione Broking viene chiamata Mavriq. Il 14 maggio 2024 Gruppo MutuiOnline S.p.A. cambia ufficialmente denominazione sociale in Moltiply Group S.p.A. presso il Registro delle Imprese di Milano.
Il 16 maggio 2024 Mavriq annuncia l'acquisizione dell'80% di Pricewise Group B.V., azienda olandese che gestisce il sito di comparazione Pricewise.nl.
Il 1 luglio 2024 Mavriq annuncia l'acquisizione dell'80% di Switcho S.r.l. che con la sua piattaforma (Switcho) supporta gli italiani a risparmiare su utenze luce, gas, telefonia e assicurazioni, con un modello di business completamente digitale.
Nel marzo 2025, Mavriq ha acquisito Verivox, per un valore di 231,5 milioni di euro, consolidando la sua presenza nel settore della comparazione online e rafforzando la sua strategia di espansione nel mercato tedesco.

## Principali azionisti
L'elenco dei principali azionisti di Moltiply Group S.p.A., aggiornato sulla base delle comunicazioni ufficiali Consob alla data del 14 maggio 2024 è:
- Alma Ventures S.A.: 32,50%
- Investmentaktiengesellschaft für langfristige Investoren TGV: 20,86%

## Consiglio di amministrazione
Elenco dei partecipanti al consiglio di amministrazione aggiornata al 16 maggio 2024:
- Marco Pescarmona: Presidente
- Alessandro Fracassi: Amministratore delegato
- Fausto Boni: Amministratore
- Guido Giuseppe Crespi: Amministratore
- Matteo De Brabant: Amministratore
- Maria Chiara Franceschetti: Amministratore
- Giulia Bianchi Frangipane: Amministratore
- Klaus Gummerer: Amministratore
- Stefania Santarelli: Amministratore
- Camilla Cionini Visani: Amministratore

## Dati legali ed iscrizioni
- Denominazione: Moltiply Group S.p.A.
- Sede legale: Via F. Casati, 1/a - 20124 Milano - Italia
- P.I. e C.F.: 05072190969